# Yidalpta auragalis
Yidalpta auragalis là một loài bướm đêm trong họ Erebidae.